# Leuce
En la mitología griega, Leuce (en griego, Λευκή, esto es, «blanco» o «álamo blanco») es una ninfa citada tan solo por una fuente tardía y que protagonizó un episodio amoroso desdichado con Hades. 
Servio nos dice que Leuce era una hija de Océano pero no menciona quién era su madre. El autor dice que Hades, el dios de los muertos, se enamoró de la oceánide y haciendo gala de su fuerza la raptó y se la llevó al Inframundo. No obstante, y a pesar de su abolengo, Leuce no era inmortal y llegada su hora murió. Para eternizarla Hades la convirtió en un álamo blanco que desde entonces se alzó en los paradisíacos Campos Elíseos. El autor termina su disertación alegando que de este árbol tomó Heracles la corona con que ciñó su cabeza tras regresar de los infiernos durante su duodécimo y último trabajo.
Compárese a Leuce con otra ninfa de grafía similar, Leucipe, de quien se dice que era una de las ninfas que jugaba con Perséfone justo antes de ser raptada por Hades.
Pausanias también nos habla de la relación entre el álamo blanco y Heracles, pero no habla de la ninfa. El autor nos dice que los eleos acostumbran a utilizar para los sacrificios de Zeus solamente los leños del álamo blanco y de ningún otro árbol, prefiriendo este árbol porque Heracles lo introdujo en Grecia desde la región de la Tesprótide. En efecto Heracles, cuando realizó en Olimpia un sacrificio en honor a Zeus, quemó los muslos de las víctimas sobre leña de álamo blanco. Heracles encontró que este árbol crecía en las riberas del río Aqueronte, en la Tesprotia, y por esto dicen que es llamado Aqueroide por Homero.
Robert Graves ha expresado su versión del mito de Leuce y el álamo blanco, acaso de una manera bastante idiosincrática, que se considera más bien una teoría poética. Este autor nos dice que el álamo blanco también era sagrado para Perséfone, para quien Leuce parece ser simplemente un epíteto, que corresponde a un título como diosa de la regeneración. Graves, por ejemplo, sostiene que el dorso de la hoja del álamo se volvió blanco por el sudor glorioso de Heracles. No obstante estos datos no aparecen en ninguna de las fuentes escritas.

## Homonimia
Se dice que Leuce o Leuca es también el nombre que daban los griegos a la Isla de las Serpientes, situada en el Ponto Euxino (el Mar Negro).